# Sjukstuga
Sjukstuga var tidigare benämningen på en mindre, kommunal eller enskild inrättning för sluten men mindre krävande sjukvård, ursprungligen avsedd för mindre bemedlade patienter. Benämningen har sedan kommit tillbaka för en hälsocentral med vårdplatser. 2022 fanns sju sjukstugor i Västerbottens län.

## Historik
Verksamheten var först reglerad i 1901 års sjukstugestadga, som föreskrev att det vid sjukstugan skulle finnas högst 24 vårdplatser, där vården skulle ske enligt lasarettsstadgan.
Senare reglerades verksamheten av sjukhuslagen från år 1940. I denna stadgades att en sjukstuga högst skulle bestå av 30 vårdplatser. Dock kunde man med Medicinalstyrelsens medgivande få inrätta ytterligare 20 vårdplatser. Sjukstugan kallades då större sjukstuga. Tidigare har det funnits sjukstugor på över 70 platser, de sista (1942) i Nässjö, Gislaved, Bäckefors, Kristinehamn, Säffle, Nora, Lindesberg, Domnarvet, Lima, Tärnaby, Vilhelmina och Kiruna. Dessa har lagts ned eller ombildats till sjukhus eller till provinsialläkarmottagningar/vårdcentraler.
Vid sjukstugan var en sjukstugeläkartjänst inrättad. Så gott som alltid hade denne läkare kirurgisk utbildning. Verksamheten var "odelad", d.v.s. att kirurgisk och invärtesmedicinsk verksamhet inte var åtskild. Röntgenavdelning och laboratorium fanns. Den kirurgiska verksamheten kunde vara omfattande, men jämfört med lasaretten förekom framför allt mindre operationer där.
År 1947 fanns 80 sjukstugor i landet, fördelade enligt följande:
- Uppsala län 2
- Södermanlands län 3
- Östergötlands län 2
- Jönköpings län 5
- Kronobergs län 2
- Kalmar län 3
- Hallands län 2
- Älvsborgs län 5
- Värmlands län 5
- Örebro län 6
- Västmanlands län 2
- Kopparbergs län 14
- Gävleborgs län 4
- Jämtlands län 2
- Västerbottens län 16
- Norrbottens län 7

År 1947 saknades sjukstugor i följande län: Stockholms, Gotlands, Blekinge, Kristianstads, Malmöhus, Göteborgs, Skaraborgs och Västernorrlands.

## Dagsläget
Idag lever begreppet sjukstuga kvar som beteckning på ett antal hälsocentraler inom Region Västerbotten, nämligen sjukstugorna i Dorotea, Malå, Sorsele, Storuman, Tärnaby, Vilhelmina och Åsele. På sjukstugorna finns till skillnad från de övriga hälsocentralerna i regionen vårdplatser samt röntgenutrustning. Sjukstugorna är bemannade med minst en sjuksköterska dygnet runt där akutmottagning bedrivs.